# Fritz Andreae
Franz Friedrich Andreae (* 21. Februar 1873 in Frankfurt am Main; † 30. Januar 1950 in Zürich) war ein deutscher Bankier.

## Leben
Er war der Sohn der Berliner Salonnière Bertha von Arnswaldt aus ihrer ersten Ehe mit dem Bankier Karl Ludwig Andreae. Nach seinem Abitur verbrachte er eine kaufmännische Studienzeit in Südafrika, Großbritannien und den USA. Den persönlichen Beziehungen seiner Mutter verdankte er den Einstieg in das Bankhaus Hardy & Co. Von seinem Mentor James Hardy wurde er konsequent auf seine spätere Rolle im Bankhaus vorbereitet. Aufgrund seiner Auslandserfahrung wurde er Leiter der Auslandsabteilung. Nach der Umwandlung des Bankhaus Hardy & Co. in eine GmbH wurde er 1899 deren Geschäftsführer.
Er stieg schnell in der Berliner Gesellschaft auf und heiratete 1902 Edith Rathenau (1883–1952), eine Tochter Emil Rathenaus, mit der er vier Töchter hatte. 1912/1913 ließ er in Grunewald von den Architekten Alfred Breslauer und Paul Salinger das Haus Andreae (später Palazzo Paicos) erbauen.
Im Ersten Weltkrieg war er Mitarbeiter des Staatssekretärs Wichard von Moellendorff im Reichswirtschaftsministerium. 1925/1926 ließ er vom Architekten Fritz August Breuhaus de Groot ein Landhaus in Feldafing am Starnberger See errichten. Er förderte den Intendanten und Regisseur Max Reinhardt.
Seine Tochter Ursula heiratete Hans Karl von Mangoldt-Reiboldt, den Leiter der Niederlassung des Bankhauses Hardy & Co. in München.
1926 übernahm Andreae den Vorsitz des Aufsichtsrats der Dresdner Bank. 1927 war er in dreißig Aufsichtsräten deutscher Bank- und Industrieunternehmen vertreten und zählte zu den big linkern. 1931 trat er aufgrund seiner Verantwortung für die Krisenverluste von Hardy & Co. als Geschäftsführer zurück, blieb aber weiterhin Generalbevollmächtigter des Bankhauses. Die Dresdner Bank wendete den Konkurs ab und übernahm bis 1936 90 % der Anteile.
Er bemühte sich einen Reichsbürgerbrief zu bekommen. Diese wurden allerdings obwohl im Reichsbürgergesetz vorgesehen nie ausgestellt. 1936 war er als „Halbjude“ gezwungen, aus den Gremien der Großbank auszuscheiden. 1938 gaben Edith und Fritz Andreae das Haus in Grunewald auf, weil die Bewirtschaftung zu teuer wurde und zogen in das kleinere Haus Walther Rathenaus in der Koenigsallee. 1939 bekamen sie die Ausreisegenehmigung und emigrierten zum Jahresende nach Zürich. Zum 1. September 1939 wurde die Walther-Rathenau-Stiftung aufgelöst und das Vermögen der Stiftung wieder in das Privateigentum der Familie Andreae überführt.